# 페리 크리스티

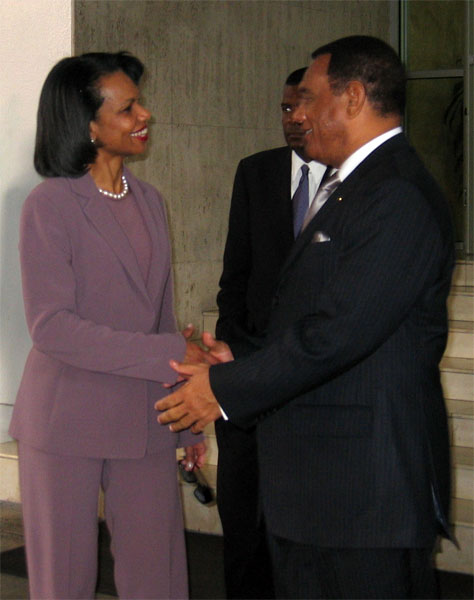

페리 크리스티(Perry Christie, 1943년 8월 21일~)는 바하마의 총리이다.
크리스티는 2002년 ~ 2005년 1번째 임기를 시작하였으며, 2005년 ~ 2007년에 2번째 임기를 수행하였다. 2012년 ~ 2017년에 3번째 임기로 총리로 사임을 하였다.
| 전임 허버트 잉그레이엄 | 제4대 바하마의 총리 2002년 5월 3일 ~ 2005년 5월 4일 | 후임 (권한대행)신시아 프랫 |

| 전임 (권한대행)신시아 프랫 | 제4대 바하마의 총리 2005년 6월 6일 ~ 2007년 5월 4일 | 후임 허버트 잉그레이엄 |

| 전임 허버트 잉그레이엄 | 제6대 바하마의 총리 2012년 5월 8일 ~ 2017년 5월 10일 | 후임 후버트 미니스 |